# 端宏
端宏（？—1495年），字仲仁，號垣齋，南直隸太平府當塗縣人，明朝政治人物。

## 生平
景泰四年（1453年）癸酉科應天鄉試舉人，天順元年（1457年）丁丑科二甲第八十九名進士。四年（1460年）授浙江道監察御史。歷巡按雲南、河南、廣西，平定少數民族兵亂，出為陝西按察司副使。先後丁內外艱，歷升山東按察使、浙江左布政使，成化二十三年（1487年）致仕，弘治八年（1495年）卒於家。

## 家族
曾祖端木以良，去木從端姓，佔籍當塗。以良生端厚，以子端宏貴，封監察御史。
端宏娶張氏，封孺人，生三子：端文贊、端文輝、端文用。端文用生端廷赦，正德十六年進士，官至南京右都御史。